# Пескиша
Пескиша — река в России, течёт по территории Корткеросского района Республики Коми. Вытекает из болота Пескишанюр. Устье реки находится в 41 км по правому берегу реки Кузобъю. Длина реки составляет 25 км.
В 3 км от устья, по правому берегу реки впадает река Седью.

## Данные водного реестра
По данным государственного водного реестра России относится к Двинско-Печорскому бассейновому округу, водохозяйственный участок реки — Вычегда от истока до города Сыктывкар, речной подбассейн реки — Вычегда. Речной бассейн реки — Северная Двина.
Код объекта в государственном водном реестре — 03020200112103000016309.